# Анабург
Анабург (њем. Annaburg) град је у њемачкој савезној држави Саксонија-Анхалт. Једно је од 39 општинских средишта округа Витенберг. Према процјени из 2010. у граду је живјело 3.580 становника. Посједује регионалну шифру (AGS) 15091010.

## Географија
Анабург се налази у савезној држави Саксонија-Анхалт у округу Витенберг. Град се налази на надморској висини од 75 метара. Површина општине износи 120,6 km². У самом граду је, према процјени из 2010. године, живјело 3.580 становника. Просјечна густина становништва износи 30 становника/km².